# Friedenslicht

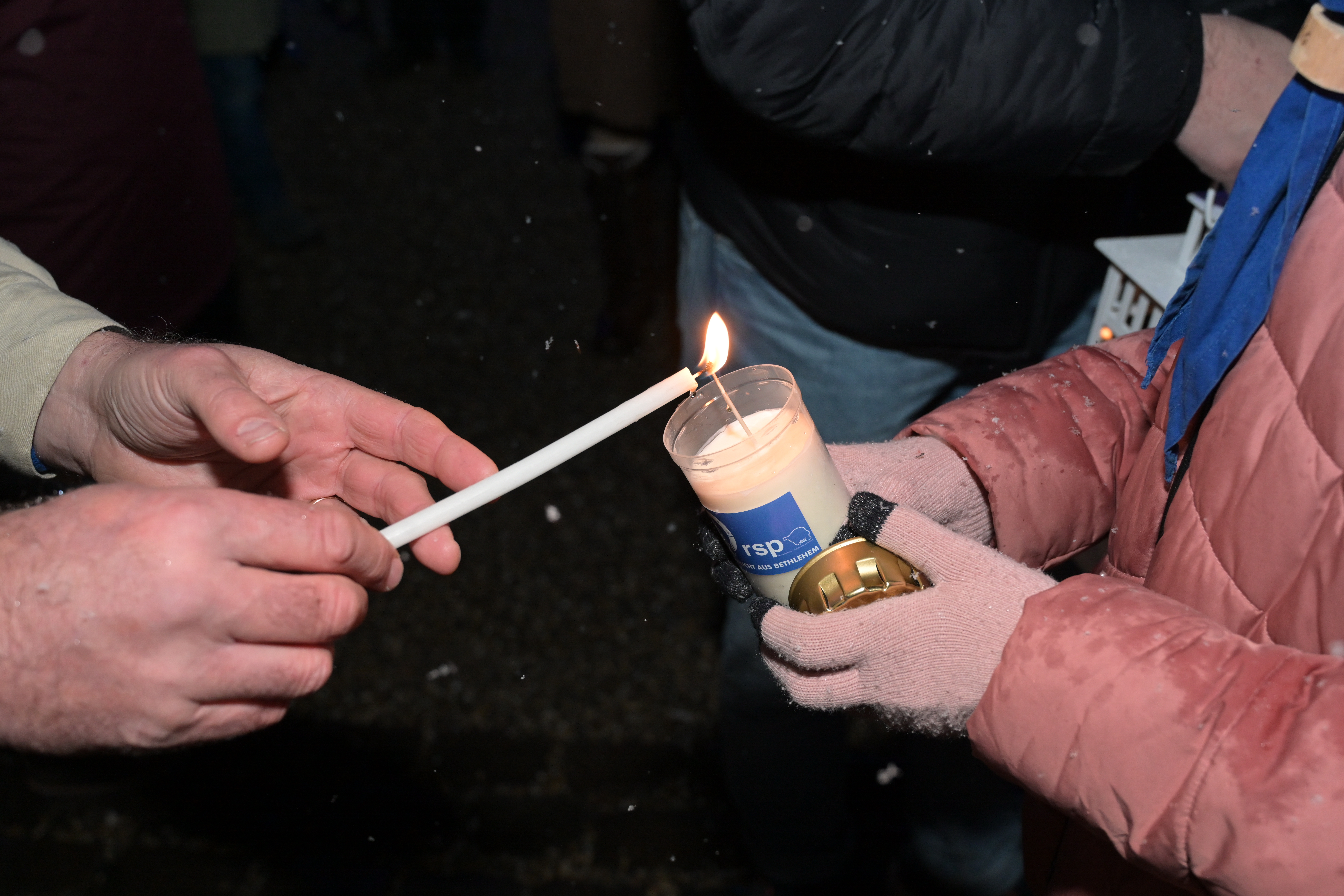
Verteilung des Friedenslichtes in Saarbrücken (2022)

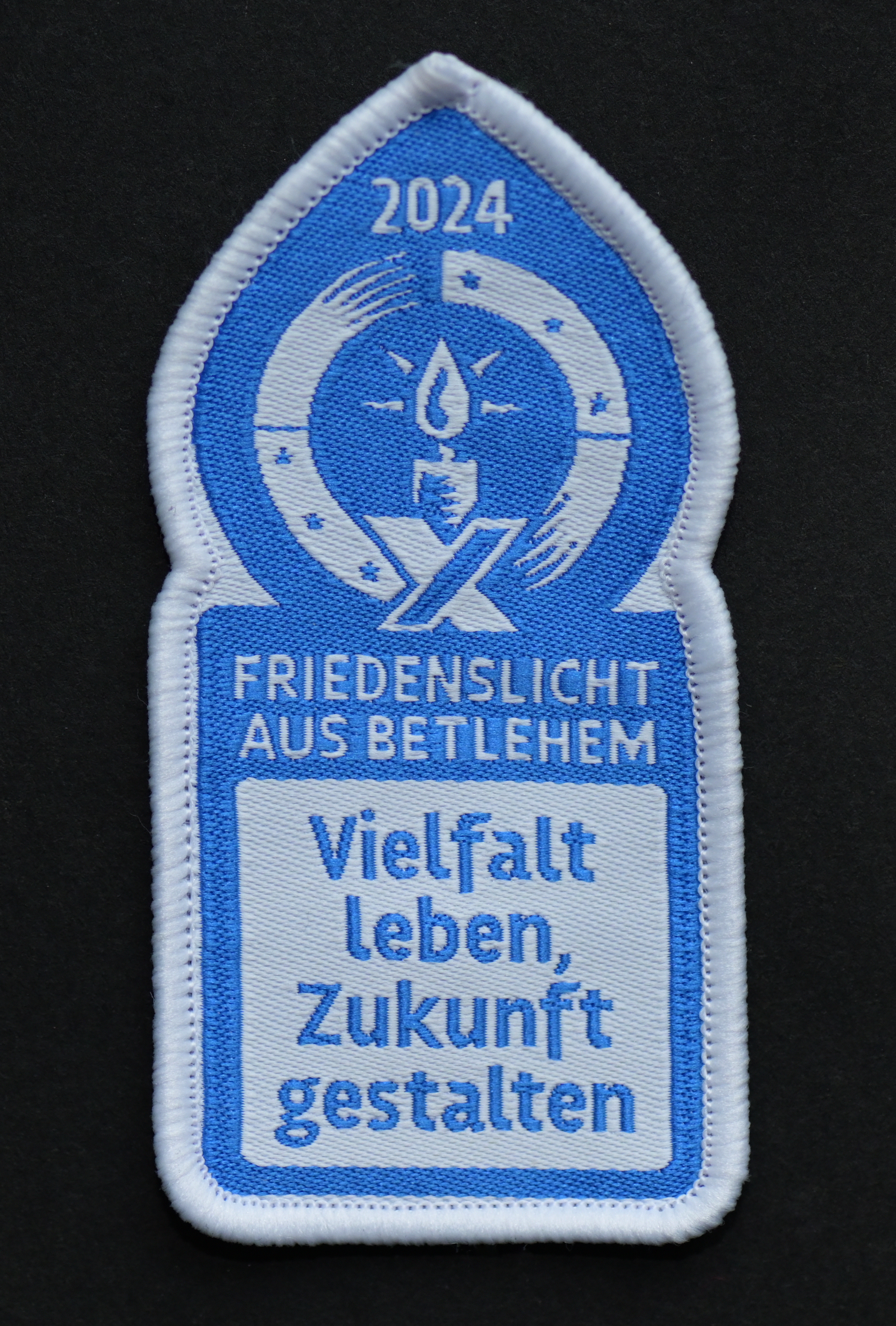
Motto der Friedenslichtaktion 2024

Das ORF-Friedenslicht aus Betlehem ist ein Weihnachtsbrauch, der 1986 im ORF-Landesstudio Oberösterreich in Linz im Zusammenhang mit der ORF-Hilfsaktion „Licht ins Dunkel“ ins Leben gerufen wurde. Es erinnert an die Botschaft vom Weihnachtsfrieden, der bei der Geburt Christi in Betlehem verkündet wurde, und leuchtet am Heiligen Abend bei Millionen Menschen in aller Welt.
Jedes Jahr entzündet kurz vor Weihnachten ein Kind aus Oberösterreich in der Geburtsgrotte Jesu das ORF-Friedenslicht, das dann in einer Speziallampe mit den Austrian Airlines nach Österreich gebracht wird. Oftmals wird es dabei im Zuge einer Publikumsreise von mehreren hundert Teilnehmern sowie einer politischen Delegation unter der Leitung des Landeshauptmanns von Oberösterreich begleitet. Das Land Oberösterreich unterstützt diese Aktion bereits von Beginn an.
In Oberösterreich angekommen wird das leuchtende Weihnachtssymbol am Heiligen Abend von Mensch zu Mensch weitergegeben. Mit Hilfe vieler Organisationen (Österreichische Bundesbahnen, Rotes Kreuz, Samariterbund, Feuerwehren, Pfadfinder und Pfadfinderinnen Österreichs uvm.) wird das ORF-Friedenslicht von Oberösterreich aus in der ganzen Welt verteilt.
In den vergangenen Jahren wurde es auch an drei Päpste, viele Staatsoberhäupter und politische Verantwortungsträger übergeben. Auch Schülerinnen und Schüler aus Oberösterreich übergeben das Friedenslicht jedes Jahr an das Europäische Parlament, den Europarat und die Stadt Straßburg. Das ORF-Friedenslicht wurde auch mehrmals im Rahmen einer Feierstunde des Landes Oberösterreich in Brüssel an Vertreter der Europäischen Kommission überbracht.

## Geschichte
Ausgangspunkt war 1986 die Anregung einer Hörerin, allen Spendern, die die ORF-Aktion „Licht ins Dunkel“ am Heiligen Abend zu Gunsten von Kindern mit Beeinträchtigungen unterstützt haben, mit einem Licht zu danken. Da zu Weihnachten die Geburt Christi in Betlehem gefeiert wird, hatte der damalige Unterhaltungschef des ORF OÖ, Helmut Obermayr, die Idee, dieses Licht direkt aus Betlehem zu holen. Das „ORF-Friedenslicht aus Betlehem“ wurde bereits im ersten Jahr von der österreichischen Bevölkerung begeistert aufgenommen.
Im Jahr 1989 begannen auch die Pfadfinder als internationale Friedensbewegung auf Initiative von Pfadfinderleiter Herbert Grünwald das „ORF-Friedenslicht“ in die Nachbarländer zu bringen.
Das Friedenslicht wurde nach dem Fall des Eisernen Vorhangs 1989 von 10.000 Menschen auf dem Hauptplatz der südböhmischen Stadt Budweis als Sinnbild der neuen Nachbarschaft und Verbundenheit begrüßt. Es leuchtete auch an der wieder geöffneten „Berliner Mauer“, auf „Ground Zero“ in New York und bei den UN-Soldaten auf den Golanhöhen.
Seit 2009 ist das ORF-Friedenslicht auch fixer Bestandteil der ARD/ORF-Eurovisionssendung „Das Adventsfest der 100.000 Lichter“ mit Florian Silbereisen, wo es einem Millionenpublikum präsentiert wird.
Im Jahr 2020 konnte wegen der Covid-19-Pandemie kein Kind aus Österreich das Friedenslicht in Betlehem entzünden. Stattdessen wurde es von einem einheimischen Mädchen aus Betlehem nach Tel Aviv gebracht, wo es dann nach Linz geflogen wurde. Vom Vatikan wurden in diesem Jahr gemeinsam mit dem Postamt Christkindl gewidmete Weihnachtsbriefmarken aufgelegt, die gemeinsam mit der Österreichischen Post entwickelt wurden und als Motiv das „Friedenslicht von Betlehem“ zeigen. Auch 2023 musste aufgrund des Krieges in Israel und Gaza das Friedenslicht von einem palästinensischen Mädchen entzündet und vom ORF über Amman nach Österreich gebracht werden. Wegen des andauernden Konflikts wurde das Licht im oberösterreichischen Christkindl aufbewahrt und 2024 von dort aus verteilt.

## Bewusstes Symbol des Friedens in Europa und der Welt

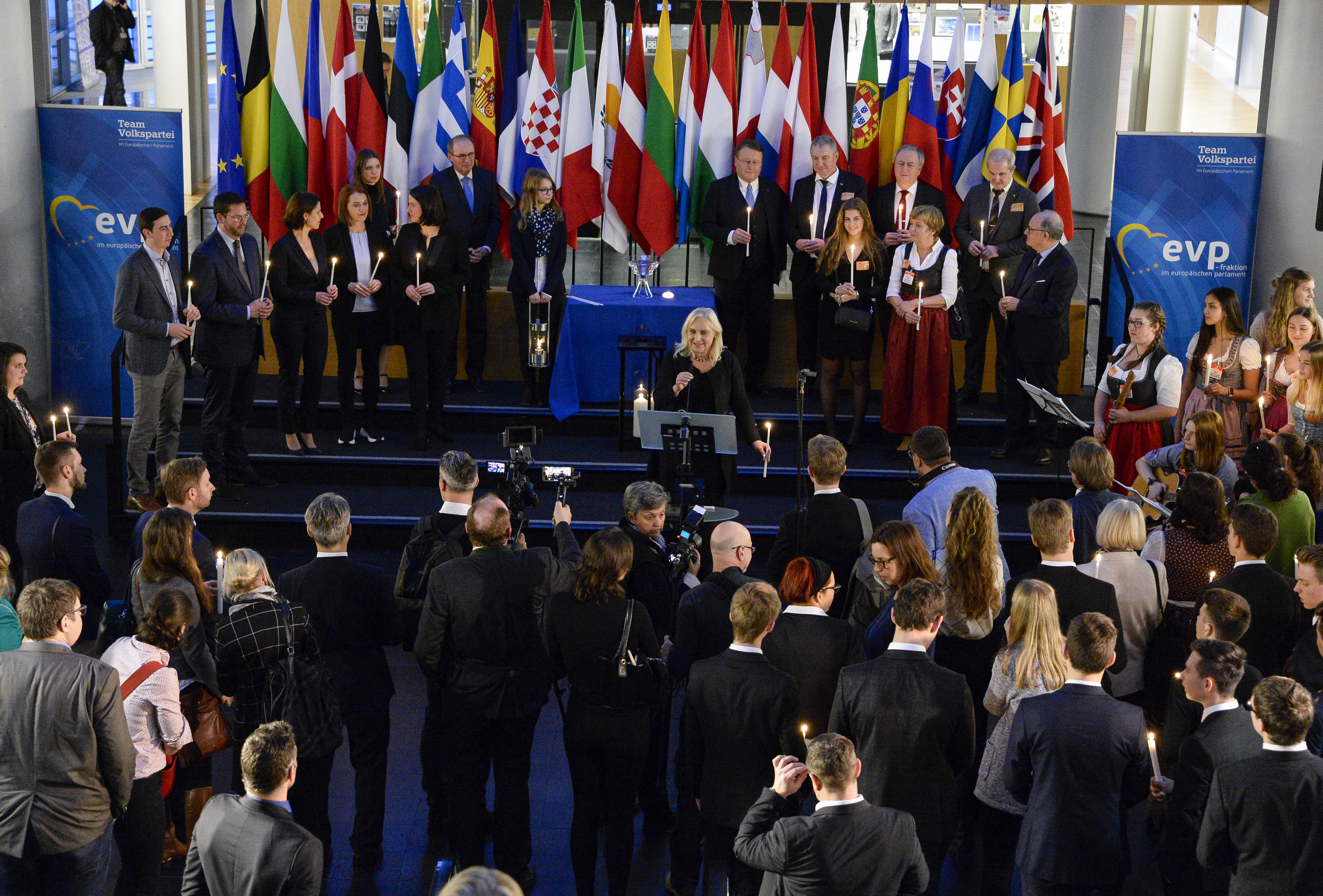
Die oberösterreichische Abgeordnete Winzig übernimmt von den Kindern das Friedenslicht für das Europaparlament (2019)

Die Übergabe des Friedenslichtes an hohe politische und religiöse Würdenträger sowie an internationale Organisationen und Königshäuser ist bereits ein fixer Bestandteil des Weihnachtsbrauches. Empfangen haben es unter anderem:
- Papst Johannes Paul II.
- Papst Benedikt XVI.
- Papst Franziskus
- Erzbischof Franz Kardinal König
- Erzbischof Christoph Kardinal Schönborn
- EU-Kommissionspräsident Romano Prodi
- EU-Kommissionspräsident José Manuel Barroso
- EU-Kommissionspräsident Jean-Claude Juncker
- EU-Kommissionspräsidentin Ursula von der Leyen
- EU-Parlamentspräsident David Sassoli
- Bundeskanzler Helmut Kohl
- Präsident Michail Gorbatschow
- Präsident Václav Havel
- König Hussein I. von Jordanien
- König Philippe von Belgien mit der belgischen Königsfamilie

Zuletzt wurde das Friedenslicht 2024 von Schülern und Schülerinnen der HLW Steyr, HTL Wels und HTL Steyr in Straßburg an den Europarat übergeben.

## Umsetzung in einzelnen Ländern

### Österreich
Das ORF-Friedenslicht trifft mit dem Flugzeug der Austrian Airlines aus Israel am Flughafen Wien oder Flughafen Linz ein. In einem Aussendungsgottesdienst am Vortag des zweiten oder dritten Adventsonntags wird es an Pfadfinderdelegationen aus Europa weitergegeben. Diese Feier findet traditionell in Wien statt. In den letzten Jahren werden auch andere Orte genutzt (2018 und 2023 der Linzer Mariä-Empfängnis-Dom, 2020 und 2021 der Salzburger Dom). In Österreich selbst wird es am 24. Dezember in allen ORF-Landesstudios, auf vielen Bahnhöfen, Rotkreuz- und Samariterbunddienststellen, Kirchen, Feuerwehren, von den Pfadfinderinnen und Pfadfindern und von der Feuerwehrjugend verteilt.
Seit der Zugehörigkeit Österreichs zur Europäischen Union (1995) hat der österreichische Europa-Abgeordnete Paul Rübig diese Tradition ins Europaparlament nach Straßburg gebracht, wo der Brauch jedes Jahr mit vielen Bürgern gefeiert wird. Seit 2019 übergibt MEP Angelika Winzig das Friedenslicht an das Europaparlament, den Europarat und die Stadt Straßburg.
Auch dem Bundespräsidenten wird das Friedenslicht Jahr für Jahr überreicht. Bisher bekamen es die Präsidenten Thomas Klestil, Heinz Fischer und Alexander Van der Bellen.

### Deutschland

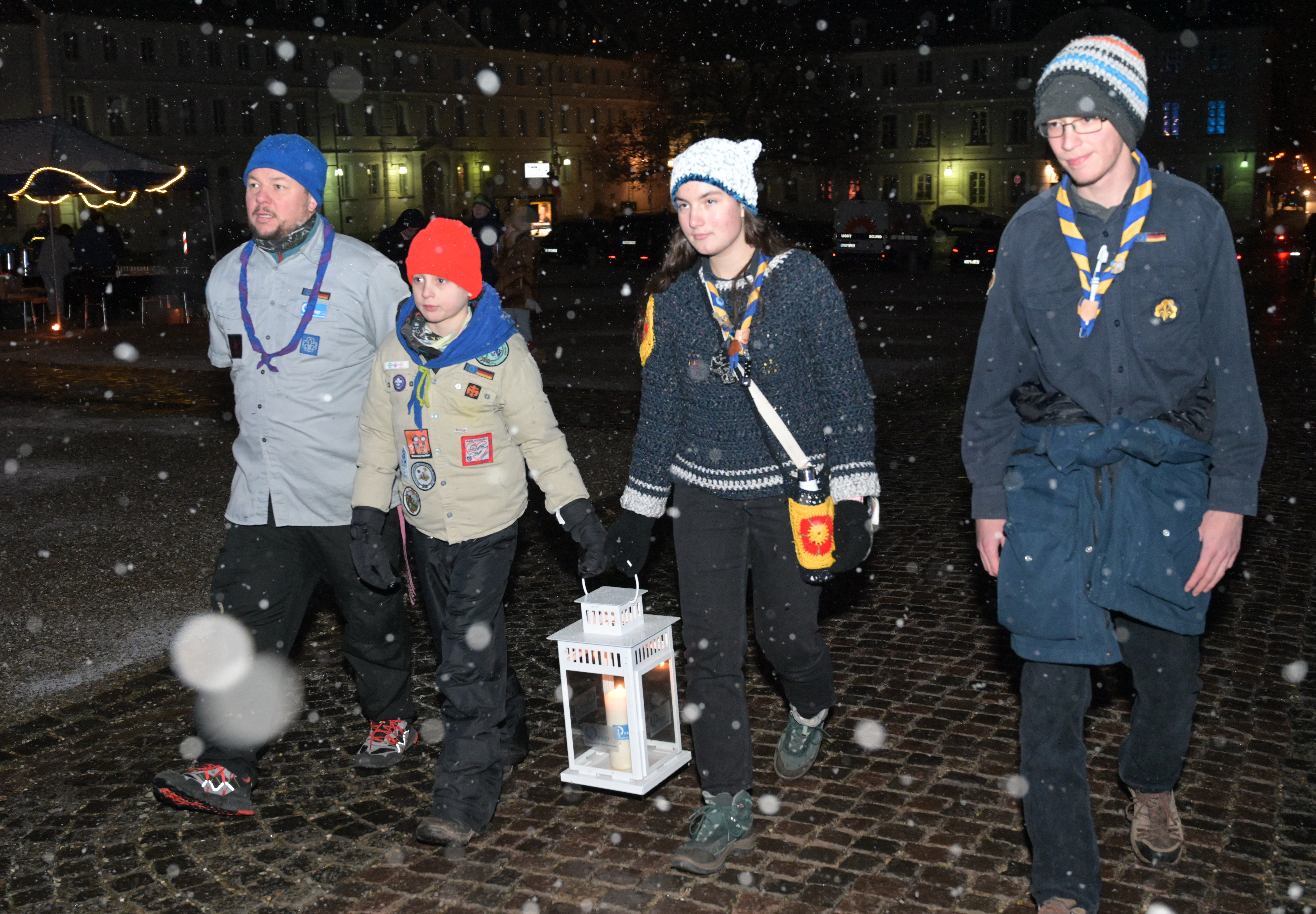
Die Pfadfinder bringen das Friedenslicht nach Saarbrücken (2022)

In Deutschland wird die Aktion von den Pfadfinderverbänden Bund der Pfadfinder*innen, Deutsche Pfadfinder*innenschaft Sankt Georg, Pfadfinderinnenschaft St. Georg, Verband Christlicher Pfadfinder*innen und Verband Deutscher Altpfadfindergilden durchgeführt. Dabei wird das Friedenslicht mit der Eisenbahn aus Wien abgeholt und dann in über 100 Städten in ganz Deutschland verteilt. In vielen Städten finden aus diesem Anlass besondere Andachten und Gottesdienste statt. Hier wird die Verteilung oft auch durch andere, kleinere Pfadfindergruppen übernommen, die zwar keine offiziellen Veranstalter sind, aber zur allgemeinen Bekanntheit der Aktion und der Fortführung der Idee beitragen. Neben diesen zentralen Aussendungsfeiern, die oft von mehreren Gruppen gemeinsam organisiert werden, wird das Friedenslicht oft auch an andere ansässige Religionen weitergegeben.
Daneben bringen viele Gruppen das Friedenslicht in soziale Einrichtungen. Neben Kindergärten und Schulen werden auch Krankenhäuser und Altenheime besucht und mit dem Friedenslicht auch den Menschen dort der Frieden gebracht. Mit diesem Friedenswunsch ist auch die Erkenntnis verbunden, dass jene Menschen in Krankenhäusern und Altenheimen nicht vergessen sind bzw. werden. In einigen Städten und Gemeinden werden mit dem Friedenslicht die letzten Gremiensitzungen vor Weihnachten besucht und somit stellvertretend der Stadt bzw. Gemeinde der Friede gewünscht.

#### Politisches Friedenslicht
Die jugendpolitische Kommission des Rings deutscher Pfadfinder*innenverbände (rdp) führt in jedem Jahr in Berlin die Aktion „Politisches Friedenslicht“ durch. Hier wird das Friedenslicht dem Bundespräsidenten, Bundestagspräsidenten und den Bundesministern überreicht.
Auch in den meisten Bundesländern findet die Aktion, den politischen Amtsträgern das Friedenslicht zu überreichen, sowohl auf landes- als auch kommunaler Ebene statt.

### Schweiz

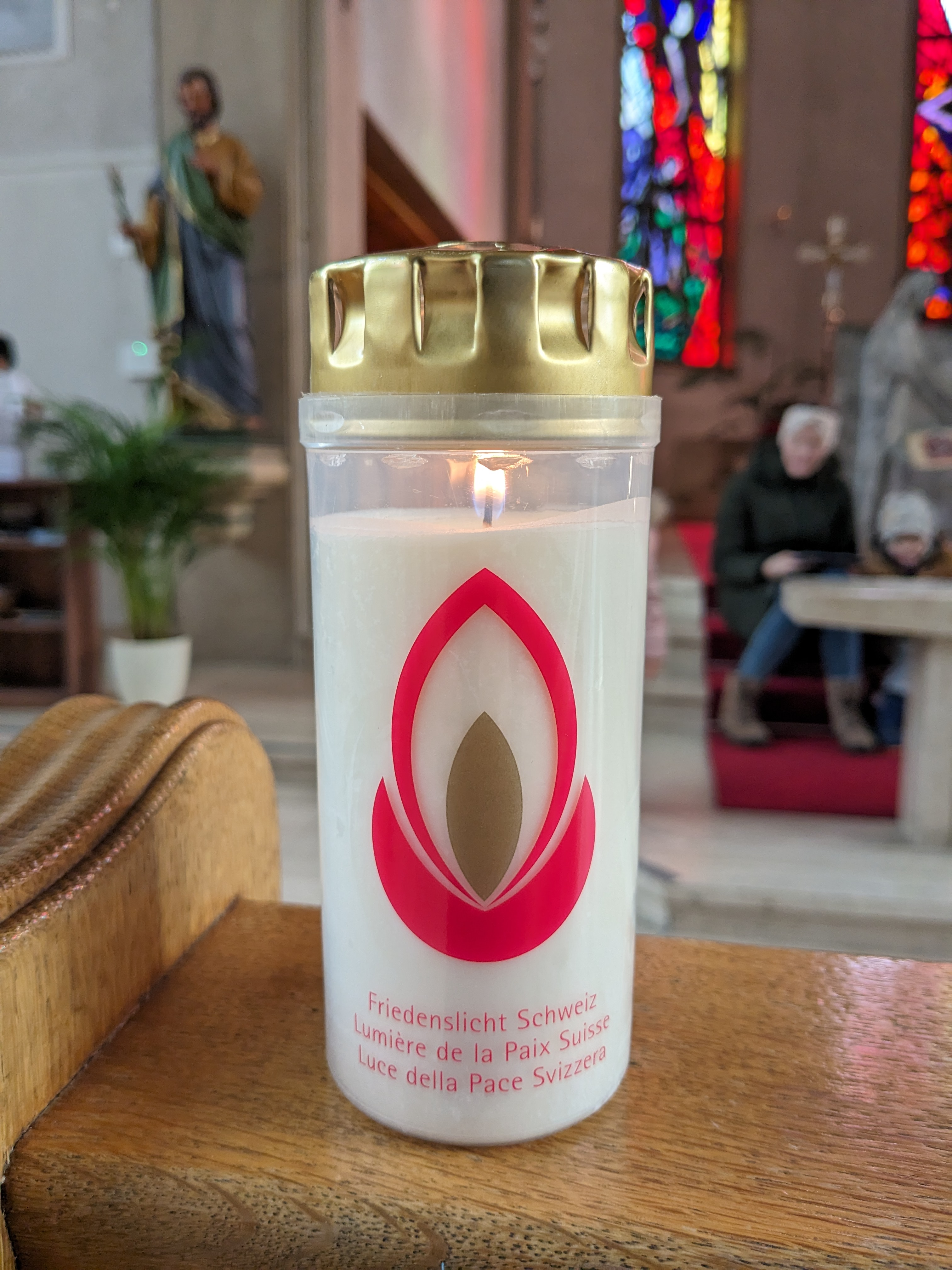
Eine Friedenslichtkerze in der Schweiz

In der Schweiz ist der eingetragene, das ganze Jahr hindurch aktive Verein „Friedenslicht Schweiz“ mit seiner Patronatsträgerin Stiftung Denk an mich - Ferien und Freizeit für Behinderte, eine Solidaritätsaktion von SRF, seit 1986 für die Verteilung des Lichts im Land zuständig. Als Friedenslicht-Pioniere gelten Vreni und Walter Stählin aus Adlikon bei Zürich. Jedes Jahr reist das Friedenslicht unter dem Schutz der Jungwacht Adliswil die letzten Kilometer mit dem Extraschiff Arche bis zum Schiffsteg Bürkliplatz in Zürich-City, im Seebecken am Tor zu Zürichs Altstadt. Eine rund anderthalbstündige besinnliche Feier mit Musik und Worten, organisiert vom Verein Friedenslicht Schweiz, stimmt die 200 anwesenden nationalen Friedenslicht-Stützpunkte sowie die unzähligen Passanten auf die unmittelbar bevorstehende Ankunft des Lichts aus Betlehem ein. Beim Eindunkeln wird zuerst die Friedenslicht-Feuerskulptur von einem Menschen mit Behinderung zusammen mit einer prominenten Person entzündet. Danach wird das Friedenslicht von Hand zu Hand weitergeschenkt und reist dann sternförmig in alle Himmelsrichtungen weiter. Dort finden in den folgenden Tagen eigene Friedenslicht-Anlässe unterschiedlicher Art statt. Zudem gibt es auch eine besonders aktive, eigene Pfadfindergruppe mit dem Namen Friedenslicht Schweiz.

### Italien
Das Friedenslicht für Italien wird seit 1988 in Linz von der Feuerwehr aus dem Trentino abgeholt. Am vierten Adventwochenende wird das Licht seit 20 Jahren über Triest mit dem Zug entlang der adriatischen Küste durch die Pfadfinder in die größeren Städte gebracht. Für die Südtiroler Orte wird das Friedenslicht regelmäßig am 23. Dezember in der Pfarrkirche am Brenner von Pfadfindern der Gruppe Innsbruck X PTA und den Pfadfindern aus Zirl an die Südtiroler Pfadfinder übergeben.

### Frankreich
Seit 2003 wird das Friedenslicht in Frankreich jedes Jahr von den Scouts et Guides de France und Éclaireuses et Éclaireurs Unionistes de France nach Paris gebracht und von dort aus in ganz Frankreich verteilt.

### Polen
In Polen wurde das Friedenslicht bis zum EU-Beitritt vom Polnischen Pfadfinderverband (ZHP) in Wien übernommen. Seit dem Beitritt übernehmen jeweils die Delegationen der Slowakei und Polens abwechselnd das Licht. Wenn die Slowaken das Licht abholen, bringen sie es bis zur slowakisch-polnischen Grenze in Łysa Polana.

### Slowakei
Auch die Slowakei nimmt an der Friedenslicht-Aktion teil. Pfadfinder übernehmen in Wien das Licht und verteilen es im Land. Auch in der Sternwarte auf der Lomnitzer Spitze wird bereits seit 2003 das Friedenslicht entzündet.

### Litauen, Belarus, Ukraine, Russland
Das in Polen verteilte Licht wird auch an die östlichen Nachbarländer weitergegeben, konkret nach Litauen, Belarus, die Ukraine und Russland.

### Amerika
Ein Flug der Austrian Airlines bringt das ORF-Friedenslicht jedes Jahr nach New York, von wo es nach einer Feier am Flughafen JFK die Pfadfinder in alle Bundesstaaten bringen. In Kanada wurde erstmals im Jahr 2009 von österreichischen und kanadischen Pfadfindern gemeinsam das Licht nach Ottawa gebracht, wo es über das ganze Land verteilt wurde. In den Ländern Südamerikas wie Argentinien und Brasilien erfreut sich der mittlerweile weltweite Weihnachtsbrauch aus Oberösterreich zunehmender Beliebtheit.